# Galenara olivacea
Galenara olivacea là một loài bướm đêm trong họ Geometridae.